# 中国铁路22C型客车
中国铁路22C型客车，是中国铁路22型客车的衍生版本，生产数量不多。车体结构材料使用耐候钢，车内使用40瓦日光灯的照明灯具。
在同系车窗之间中间外墙，22/22B型有加强筋，22C无压筋。22型洗手间内墙板底部易腐蚀，22B/C更换为玻璃钢材质